# مارية ألكساندرو
مارية ألكساندرو (بالرومانية: Maria Golopența)‏ هي لاعبة تنس الطاولة رومانية، ولدت في 30 ديسمبر 1939 في فلكوفة في رومانيا.